# دارو (غرناطة)
بلدية دارو (بالإسبانية: Darro) هي بلدية تقع في مقاطعة غرناطة التابعة لمنطقة أندلوسيا جنوب إسبانيا.

## الديموغرافيا
بلغ عدد سكان بلدية دارو 1.467 نسمة عام 2011 (وفقاً للمعهد الوطني الإسباني للإحصاء).
| 1.628 | 1.526 | 1.456 | 1.488 | 1.470 | 1.468 | 1.467 |